# Щебеночний Завод
Щебе́ночний Завод (рос. Щебёночный Завод) — село у складі Чернишевського району Забайкальського краю, Росія. Входить до складу Укурейського сільського поселення.

## Населення
Населення — 17 осіб (2010; 29 у 2002).
Національний склад (станом на 2002 рік):
- росіяни — 97 %